# Golfo de Khatanga

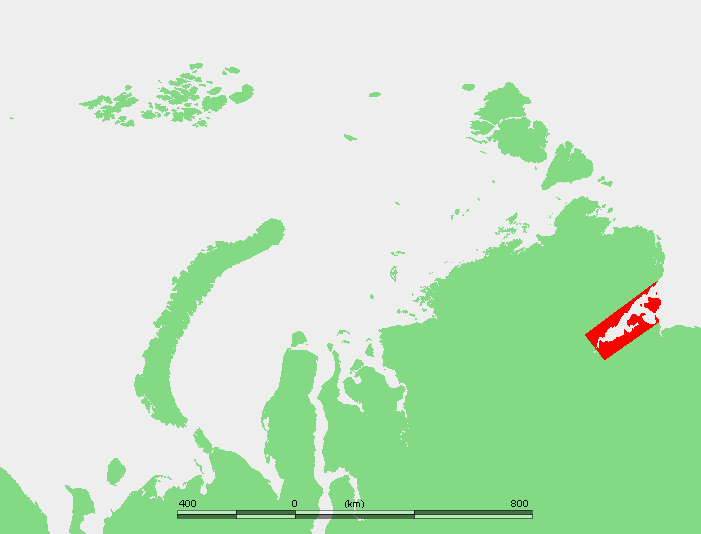
Localização do golfo de Khatanga

O golfo de Khatanga ou baía de Khatanga (em russo:  Хатангский залив) é um golfo situado no norte da Rússia, no krai de Krasnoyarsk e Iacútia. Pertence ao mar de Laptev (oceano Ártico) e contém no seu interior a ilha Bolshoy Begichev (1763,7 km²). Para ele drena o rio Khatanga. É um estuário relativamente estreito, sendo o seu comprimento de 220 km, com largura máxima de 54 km e profundidade máxima de 29 m. A vegetação típica é de tundra e o golfo está coberto de gelo a maior parte do ano.